# にしわき経緯度地球科学館
にしわき経緯度地球科学館（にしわきけいいどちきゅうかがくかん）は、兵庫県西脇市の東経135度線（日本標準時子午線）、北緯35度線の交点にある「地球・宇宙」をテーマにした西脇市立の科学館。愛称「テラ・ドーム」。1992年に開館した。

## 概要
口径81cm反射望遠鏡を設置しており、市民天文台としても活用されている。またその望遠鏡を使えば昼間でも星がみえる。また、天文台では係の人が星についての説明をしてくれる。また、土曜日・祝前日(休館日除く)には、夜7時30分から「夜のスターウォッチング」を行っており(予約制)、小学生以上一律200円で夜の星が見ることができる（曇りの場合を除く）。
小学校の星の学習の時に予約をとればプラネタリウムで説明をうけながら学習できる施設。また出前講義もあり、夜に団体（20人以上）で申し込めば1人200円で出前天体観測会も受け付けてくれる場合がある。
兵庫県博物館協会加盟館。またひょうごっ子ココロンカードの対象施設になっている。西脇市のご当地マンホールカード配布担当施設である（土・日・祝日のみ）。

## 施設概要
- 展示スペース1〜3
- 天文台
- 映像ホール（デジタルプラネタリウム）

## 交通アクセス
- JR 加古川線 日本へそ公園駅 徒歩約2分
- 車で、中国自動車道滝野社インターチェンジから国道175号を北へ約15分

## 周辺の名所・文化施設
- 日本へそ公園
  - 宇宙っ子ランド
- 岡之山美術館